# NGC 4697

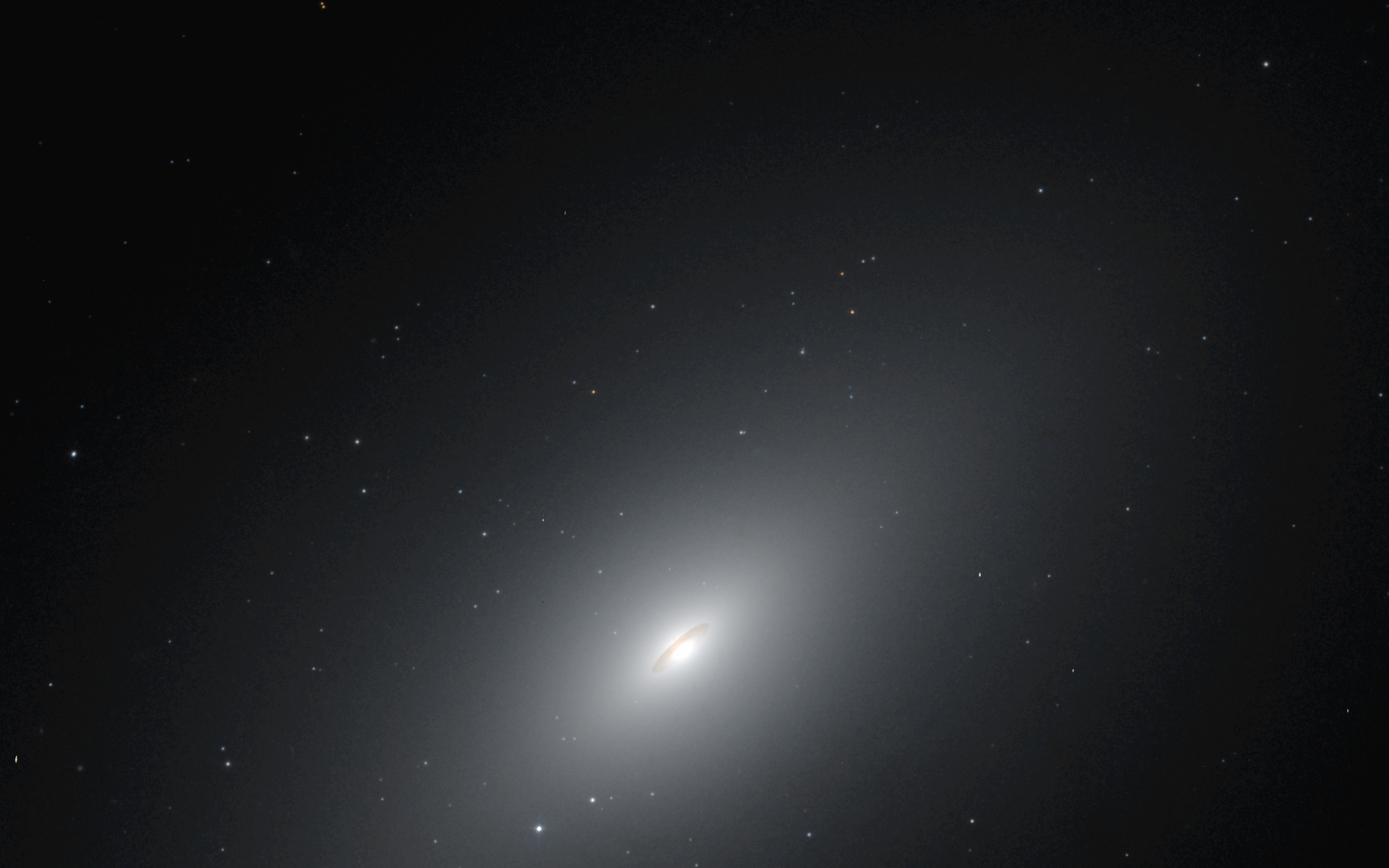
NGC 4697

NGC 4697 sau Caldwell 52 este o galaxie eliptică din constelația Fecioara și se află la o distanță medie de aproximativ 45 milioane de ani-lumină (13,7 milioane parseci) de Pământ.